# Universidad Federal de Pernambuco
Universidad Federal de Pernambuco (UFPE) es una universidad pública ubicada en Recife, Brasil, establecida en 1946 UFPE tiene 70 cursos de pregrado y 175 cursos de postgrado. A partir de 2007, la UFPE tenía 35 000 estudiantes y 2000 profesores. La universidad tiene tres campus: Recife, Vitória de Santo Antao y Caruaru. Su campus principal, o «Ciudad Universitaria», cuenta con 10 centros en 149 hectáreas. Se encuentra ubicado en la parte oeste de Recife, en el barrio de Várzea. La Facultad de Derecho se encuentra en el centro.
UFPE se encuentra entre las mejores universidades de Brasil, siendo la novena universidad tanto en tamaño y producción científica, y el séptimo entre los institutos federales. Centro de la UFPE de Ciencias Exactas y Naturales es consistentemente el más fuerte en la producción de la investigación en la universidad. Los siguientes departamentos poseen la puntuación máxima de la CAPES: Departamento de Física (calificación 7/7), el Centro de Informática (calificación 7/7) y el Departamento de Ingeniería Industrial (calificación 7/7).
UFPE ha sido elegido dos veces como la mejor universidad del norte y el nordeste del Brasil por Guia do Estudante (una revista nacional universitaria) y Banco Real (ABN AMRO).
Cada año más de 6000 asientos se ofrecen en un examen de entrada de la competencia (vestibular). La tasa mediana de la competencia y el promedio es de alrededor de 10 solicitantes por cada asiento.